# ستيفان أندرسون (مغني)
ستيفان أندرسون (بالسويدية: Stefan Andersson)‏ هو مغني سويدي، ولد في 8 أغسطس عام 1967، في Haga, Gothenburg ‏ في السويد.

## وصلات خارجية
- ستيفان أندرسون على موقع ميوزك برينز (الإنجليزية)
- ستيفان أندرسون على موقع أول ميوزيك (الإنجليزية)
- ستيفان أندرسون على موقع ديسكوغز (الإنجليزية)